# Jon Nunnally
Jonathan Keith Nunnally dit Jon Nunnally, né le 9 novembre 1971 à Pelham (Caroline du Nord), est un joueur américain de baseball évoluant dans la Ligue majeure de baseball de 1995 à 2000. Il est instructeur chez les Indians de Cleveland depuis le 9 décembre 2009.

## Carrière

### Joueur
Après des études secondaires à la Hargrave Military Academy de Chatham (Virginie), Jon Nunnally suit des études supérieures au Miami Dade College.
Il est drafté le 1er juin 1992 par les Indians de Cleveland au troisième tour de sélection. Après deux saisons en Ligues mineures au sein des clubs-écoles des Indians, Nunnaly est transféré chez les Royals de Kansas City lors de la draft de la Rule 5 du 5 décembre 1994.
Nunnaly fait ses débuts en Ligue majeure le 26 avril 1995 sous les couleurs des Royals. Il termine huitième au vote désignant la recrue de l'année en Ligue américaine. Sa deuxième saison est plus difficile et il est échangé aux Reds de Cincinnati le 15 juillet 1997.
Il joue principalement en Ligues mineures de 1997 à 2000, mais est toutefois aligné occasionnellement en Ligue majeure avec les Reds de Cincinnati (1997-1998), les Red Sox de Boston (1999) puis les Mets de New York (2000).
Nunnaly tente alors l'expérience asiatique en signant le 8 juin 2000 chez les Japonais d'Orix BlueWave.
De retour aux États-Unis en décembre 2000, il signe successivement chez les Royals de Kansas City (2001), les Cardinals de Saint-Louis (2002-2003), les Brewers de Milwaukee (2004) puis les Pirates de Pittsburgh (2005) mais doit se contenter d'évoluer en Triple-A au sein de ces différentes organisations.

### Entraîneur
Nunnaly rejoint l'organisation des Indians de Cleveland en 2006 pour y occuper un emploi d'entraîneur en Ligues mineures. Après avoir été instructeur responsable des frappeurs chez les Columbus Clippers, il est nommé le 8 décembre 2009 à ce même poste en Ligue majeure chez les Indians de Cleveland.

## Statistiques
En saison régulière
| Statistiques de frappeur |             |     |     |     |     |    |    |    |     |    |       |
| Saison                   | Équipe      | J   | AB  | R   | H   | 2B | 3B | HR | RBI | SB | BA    |
| 1995                     | Kansas City | 119 | 303 | 51  | 74  | 15 | 6  | 14 | 42  | 6  | 0,244 |
| 1996                     | Kansas City | 35  | 90  | 16  | 19  | 5  | 1  | 5  | 17  | 0  | 0,211 |
| 1997                     | Kansas City | 13  | 29  | 8   | 7   | 0  | 1  | 1  | 4   | 0  | 0,241 |
| 1997                     | Cincinnati  | 65  | 201 | 38  | 64  | 12 | 3  | 13 | 35  | 7  | 0,318 |
| 1998                     | Cincinnati  | 74  | 174 | 29  | 36  | 9  | 0  | 7  | 20  | 3  | 0,207 |
| 1999                     | Boston      | 10  | 14  | 4   | 4   | 1  | 0  | 0  | 1   | 0  | 0,286 |
| 2000                     | NY Mets     | 48  | 74  | 16  | 14  | 5  | 1  | 2  | 6   | 3  | 0,189 |
| Totaux                   | Totaux      | 364 | 885 | 162 | 218 | 47 | 12 | 42 | 125 | 19 | 0,246 |

Note: J = Matches joués; AB = Passages au bâton; R = Points; H = Coups sûrs; 2B = Doubles; 
3B = Triples; HR = Coup de circuit; RBI = Points produits; SB = buts volés; BA = Moyenne au bâton 